# Lantos Iván
Lantos Iván (Nyíregyháza, 1949. február 6. –) magyar zenész. Az 1970-es években az Orfeo, a Vízöntő, majd a Kolinda alapító tagja volt, emellett játszott a Sebő-együttesben is.

## Életpályája
Szülei: Lieberman Vilmos (1910–1958) és Kaszás Katalin. 1951-ben Budapestre költözött családjával. 1955–1963 között a Lorántffy utcai zenei általános tanulója volt. Ezután az angyalföldi erősáramú villamosipari technikumban tanult tovább; 1968-ban érettségizett. 
1966-ban az Erőmű Javító és Karbantartó Vállalatnál volt gyakorlaton. 1968–1970 között sorkatonai szolgálatát teljesítette. 1968–1972 között a Villamosipari Technikumban tanult. 1972-ben a zenészek kiváltak az Orfeo Csoportból – melynek tagja volt – és Vízöntő néven folytatták tovább. 1973–1979 között, valamint 1981-től a Kolinda tagja. 
1980–2005 között Franciaországban élt; több együttest alapított; 1982–1983 között a Transylvania, 1991–1994 között a Spondo együttes tagja volt. Gritz Péterrel duózott, kortárs tánccsoportok számára írt zenét, valamint számos előadó – Hughes de Courson, Pierre Akendengué, Gabriel Yacoub, Christian Ferrari – lemezprojektjeiben és/vagy turnéiban vett részt. 2005 után a bugaci pusztában telepedett le, azóta a szentendrei Dömörkapun él.

## Lemezei
- Holnapig (2003)